# Norda
Norda – kaszubskie określenie "Północy", równocześnie jeden z 5 regionów Kaszub, historycznie obejmujący współczesne powiaty pucki, wejherowski i fragmenty lęborskiego. Kaszubi dziś zamieszkują głównie jego wschodnią i centralną część. Obszar ten wyróżnia się również językowo na tle innych regionów Kaszub – dominuje tu północna kaszubszczyzna z ruchomym akcentowaniem i licznymi archaizmami.
W 2011 r. powstało Metropolitalne Forum Wójtów, Burmistrzów i Prezydentów "Norda" zrzeszające działaczy samorządowych czujących się związanymi z historycznym obszarem Nordy.